# 胃食道逆流症
胃食道逆流症（いしょくどうぎゃくりゅうしょう 、gastroesophageal reflux disease：GERD）とは、胃酸逆流（いさんぎゃくりゅう、acid reflux）とも呼ばれ、胃の内容物が食道に侵入する慢性的な状況であり、症状や合併症を引き起こしうる。症状には、口内の酸味、胸焼け、口臭、胸痛、嘔吐、呼吸障害、歯の摩耗などがある。合併症には、食道炎、食道狭窄、バレット食道などがある。
リスクファクターには、肥満、妊娠、喫煙、裂孔ヘルニア、特定の薬の服用がある。関与する薬物には抗ヒスタミン薬、カルシウムチャネル遮断薬、抗うつ薬、睡眠薬がある。胃酸逆流は、胃と食道の接合部にある下部食道括約筋の不十分な閉鎖によるものである。単純な方法では改善しない患者には、胃カメラ、上部消化管X線、食道pHモニタリング、食道内圧測定などの検査がなされる。
治療法には、ライフスタイル改善と薬物がある。これらの方法で改善しない人のための手術もありえる。ライフスタイル改善には、食事後3時間は横たわらないこと、ベッドの頭を上げること、体重を減らすこと、症状を引き起こす食物を避けること、喫煙を止めることなどである。医薬品には制酸薬、H2ブロッカー、プロトンポンプ阻害薬（PPI）、消化管機能改善薬がある。
西洋では人口の10〜20％がGERDの影響を受けている。面倒な症状や合併症のない、ときどきの胃食道逆流が最も一般的である。GERDの古典的な症状は、1925年にフリーデンワルドとフェルドマンが胸焼けと裂孔ヘルニアとの関係について言及したことが最初である。1934年には胃腸専門医のアシェル・ウィンケルシュタインが、逆流について言及し、その症状は胃酸に起因すると考えた。

## 兆候と症状

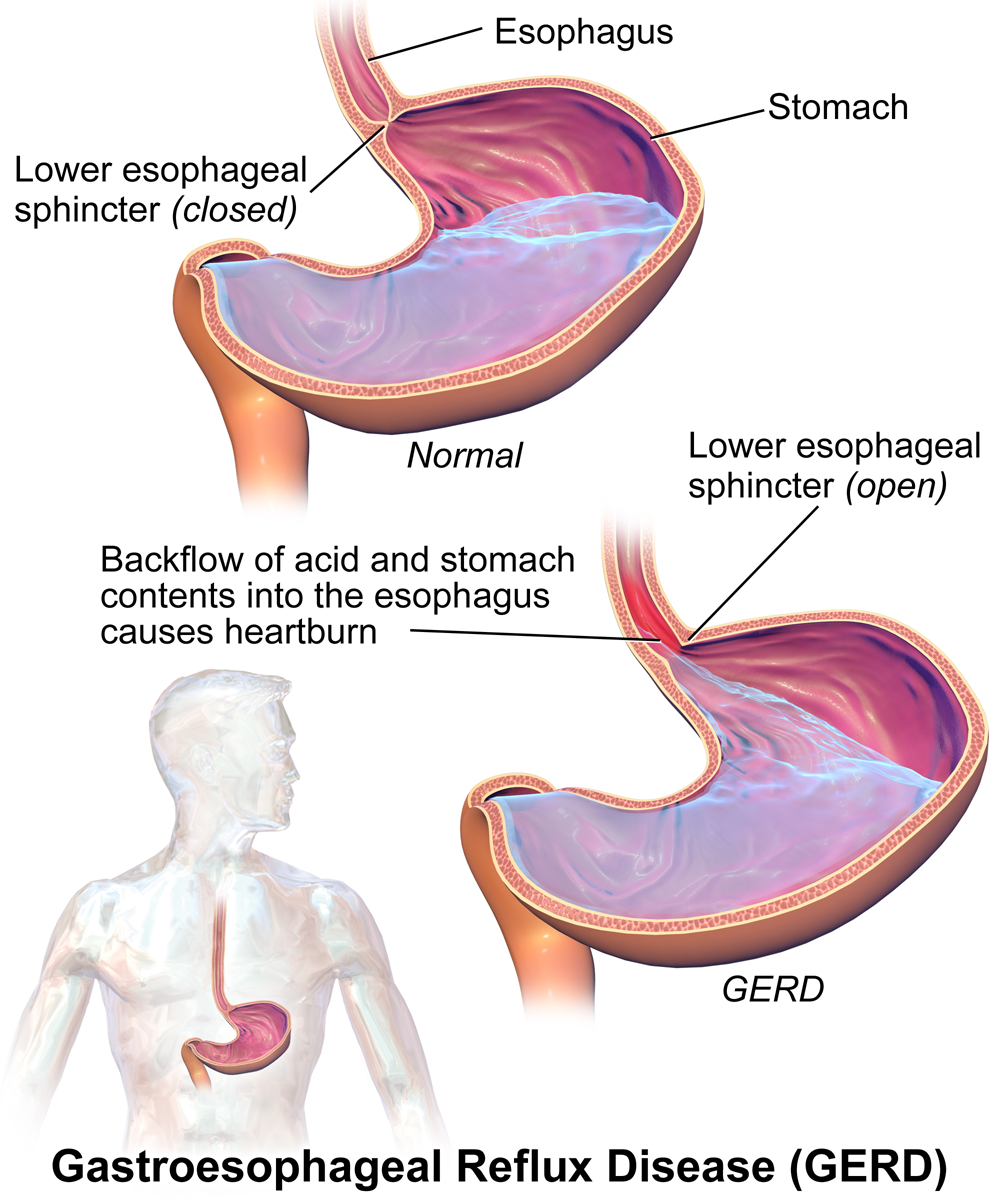
健常者とGERDの胃の比較

- 非糜爛性胃食道逆流症（non-erosive reflux disease：NERD）

食道粘膜に、糜爛・粘膜障害がなく症状だけを伴うもの
- 逆流性食道炎（reflux esophagitis）

食道粘膜に、糜爛・粘膜障害を生じているもの
- バレット食道（Barrett's esophagus）

食道粘膜が、円柱上皮化生となったもの

### 成人
成人におけるGERDの最も一般的な症状は、口内の酸味、胃内容物の逆流（口や喉へ）、胸焼けである。あまり一般的でない症状には、嚥下痛/ 喉痛、唾液分泌の増加（水呼吸としても知られる）、吐き気、胸痛、咳がある。
- 逆流性食道炎 – 胃と食道の接合部付近に潰瘍を引き起こす可能性のある、食道上皮の炎症
- 食道狭窄 – 逆流性炎症により引き起こされる食道の持続的な狭窄
- バレット食道 - 遠位食道の腸上皮化生（扁平上皮から腸円柱上皮への上皮細胞の変化）[12]
- 食道腺がん –がんの一種

## 診断

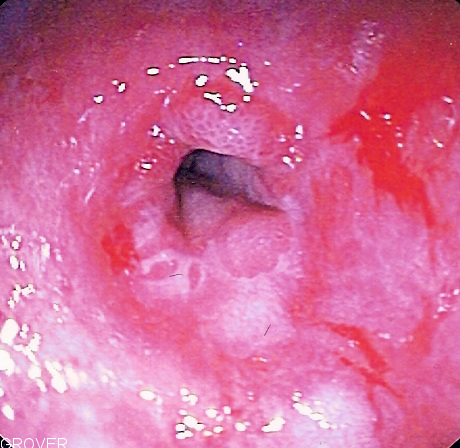
慢性GERD患者の胃の内視鏡写真

ボノプラザンなどのプロトンポンプ阻害薬（PPI）を服用して症状が改善しない場合、他の疾患を疑う必要がある。胸痛は心臓病の症状でもあるため、生命を脅かしうる疾患の鑑別除外が必要である。
GERD診断確定が明確ではない場合、以下の検査を検討する。
- 上部内視鏡検査[6]
- 食道pHモニタリング[6]

食道インピーダンスpHモニタリング
- 食道内圧測定[6]

## 治療
GERDの治療には、食物の選択、ライフスタイルの変更、薬物療法、手術などがある。最初の治療は、プロトンポンプ阻害薬（PPI）を使用することが多い。いくつかのケースでは、GERD症状は市販薬の服用で管理できる。これはしばしば処方薬を服用するよりも安全で安価である。一部のガイドラインでは、費用と安全性の懸念からPPIを使用する前にH2ブロッカー薬で症状を治療することを推奨している。

### ライフスタイル改善
特定の食品はGERDを促進する可能性があるが、ほとんどの食事介入は効果が少ない。いくつかの証拠は、糖の摂取量を減らし、繊維の摂取量を増やすことが役立つことを示唆している。特定の食物を避け、横になる前に食事をしないことは、GERD症状のある人に推奨される。GERDを引き起こす可能性のある食品には、コーヒー、アルコール、チョコレート、脂肪分の多い食品、酸性の食べ物、辛い食べ物などがある。

### 医薬品
GERDに使用される主な薬物は、プロトンポンプ阻害薬（PPI）、H2ブロッカー薬、制酸薬である。酸抑制療法の使用はGERD症状に対する一般的な対応であり、多くの人は、実際の症状以上にこの種の薬を服用している。しかし酸抑制の過剰使用は、副作用とコストのために問題である。

#### 胃酸分泌抑制薬
オメプラゾールなどのプロトンポンプ阻害薬（PPI）が最も効果的であり、ラニチジンなどのH2ブロッカー薬がそれに続く。1日1回のPPIが部分的にしか効果がない場合、1日2回使用できる。食前30分から1時間前に摂取する必要がある。PPI薬間に有意差はない。これらの薬剤を長期間使用する場合は最低有効量で服用する必要がある。また頻繁に問題のある人に、症状が発生した場合のみで服用することもある。 H2ブロッカー薬は、約40％の改善をもたらす。

#### 制酸剤
制酸剤の効果は服用後30-60分しか持続しない。証拠は弱く、約10％（NNT = 13）の利点がありるが、制酸剤とアルギン酸（ガビスコンなど）の組み合わせは症状を60％改善する（NNT = 4）。メトクロプラミド（運動促進薬）は副作用懸念のため、単独または他の治療との併用は推奨されない。運動促進薬モサプリドの利点は控えめである。

## 疫学
欧米の人口では、GERDは人口の約10〜20％に影響を及ぼし、0.4％が新たに症状を発症する。 たとえばカナダでは、推定340万〜680万がGERD患者である。先進国におけるGERDの有病率は、年齢と密接に関連しており、最も一般的に影響を受けるのは60〜70歳の成人である。米国では、所定の週に20％の人々が症状を示し、毎日では7％の症状がある。GERDに関する性的優位を裏付けるデータはない。